# Wacky Wheels
Wacky Wheels es un juego de 3D Realms sacado al mercado en 1994 con gráficos VGA. El juego se basa en carreras de karts pilotados por animales que el usuario podía elegir antes de empezar la carrera. Tiene diferentes circuitos en los que disputar las carreras y contempla la posibilidad tan de moda en el momento de entorpecer el camino a la meta de los contrincantes mediante lanzamiento de erizos, soltar aceite en la pista, etc. Se pueden jugar dos jugadores en un mismo ordenador o por conexiones vía módem o por conexión directa con cable null-módem.